# Quận Lowndes, Alabama
Quận Lowndes là một quận thuộc tiểu bang Alabama, Hoa Kỳ.
Quận này được đặt tên theo William Lowndes, một dân biểu Hạ viện Hoa Kỳ từ South Carolina. Theo điều tra dân số của Cục điều tra dân số Hoa Kỳ năm 2000, quận có dân số 13.473 người. Quận lỵ đóng ở Hayneville. Quận này thuộc Vùng thống kê đô thị Montgomery. 